# Kerrobert (circonscription saskatchewanaise)
Pour les articles homonymes, voir Kerrobert.
Circonscription électorale provinciale du Canada
Kerrobert est une ancienne circonscription électorale provinciale de la Saskatchewan au Canada. Elle est représentée à l'Assemblée législative de la Saskatchewan de 1912 à 1938.

## Liste des députés
| Parlement                                                               | Années    | Député                | Député                    | Parti        |
| Kerrobert                                                               | Kerrobert | Kerrobert             | Kerrobert                 | Kerrobert    |
| ----------------------------------------------------------------------- | --------- | --------------------- | ------------------------- | ------------ |
| 3e                                                                      | 1912–1917 |                       | George Harvey Watson (en) | Libéral      |
| 4e                                                                      | 1917–1921 | John Albert Dowd (en) |                           | Libéral      |
| 5e                                                                      | 1921–1925 | John Albert Dowd (en) |                           | Libéral      |
| 6e                                                                      | 1925-1926 | John Albert Dowd (en) |                           | Libéral      |
| 6e                                                                      | 1926-1929 | Donald Laing (en)     |                           | Libéral      |
| 7e                                                                      | 1929–1934 |                       | Robert L. Hanbidge        | Conservateur |
| 8e                                                                      | 1934–1938 |                       | Donald Laing (en) (2)     | Libéral      |
| Circonscription fusionnée à Kindersley pour former Kerrobert-Kindersley |           |                       |                           |              |